# Gens Petíl·lia
La gens Petíl·lia o Petília (en llatí: Petilla gens o llatí: Petilia) va ser una gens romana d'origen plebeu que de vegades es confon amb la gens Petèlia (llatí: Poetelia).
Els Petilii es mencionen per primer cop al començament del segle II aC i el primer membre de la família que va obtenir el consolat va ser Quint Petil·li Espurí l'any 176 aC. Durant la República van usar només els cognoms Capitolí i Espurí. Alguns no van portar cap cognomen.
Dels Petilii sense cognom coneixem:
- Quint Petil·li, tribú de la plebs l'any 185 aC.
- Luci Petil·li, ambaixador l'any 168 aC.